# Hymenophyllum silveirae
Hymenophyllum silveirae är en hinnbräkenväxtart som beskrevs av Christ. Hymenophyllum silveirae ingår i släktet Hymenophyllum och familjen Hymenophyllaceae. Inga underarter finns listade.